# 16e étape du Tour de France 1998
Pour un article plus général, voir Tour de France 1998.
La seizième étape du Tour de France a eu lieu le 28 juillet 1998 entre Vizille et Albertville sur 204 km de course.

## Récit
Un nouveau parcours très exigeant est proposé aux coureurs lors de cette étape : le franchissement de la "Trilogie de la Chartreuse" (col de Porte, col du Cucheron et col du Granier), suivi d'une remontée de la Vallée des Huiles jusqu'au col du Grand Cucheron, avant une descente dans la vallée de la Maurienne pour aller escalader le col de la Madeleine. Au passage de cette dernière difficulté, il reste encore 44,5 km à parcourir pour rejoindre la ville Olympique d'Albertville par la Vallée de la Tarentaise.

Dès le pied de l'ascension vers le col de la Madeleine, Jan Ullrich place un démarrage puissant qui laisse tout le monde sur place sauf le porteur du Maillot jaune Marco Pantani qui parvient à accrocher sa roue. Les deux hommes vont effectuer toute l'ascension du col ensemble, Marco Pantani ne prenant quasiment jamais de relais. Malgré les 9 minutes perdues la veille, Jan Ullrich démontre par cette superbe réaction d'orgueil qu'il n'avait pas renoncé à la victoire finale.

À Albertville, la victoire d'étape revient à l'Allemand, mais les deux coureurs peuvent être satisfaits : Marco Pantani reprend 1 min 49 s à Bobby Julich et ne devrait ainsi plus être inquiété par l'Américain lors du dernier contre-la-montre. Jan Ullrich quant à lui remonte à la troisième place du classement général à seulement 14 secondes de Julich.

## Classement de l'étape
| \| Classement de l'étape \| Classement de l'étape \| Classement de l'étape \| Classement de l'étape \| Classement de l'étape \| \| Coureur \| Coureur \| Pays \| Équipe \| Temps \| \| --------------------- \| --------------------- \| --------------------- \| ------------------------------- \| --------------------- \| \| 1er \| Jan Ullrich \| Allemagne \| Deutsche Telekom \| 5 h 39 min 47 s \| \| 2e \| Marco Pantani \| Italie \| Mercatone Uno-Bianchi \| + 0 s \| \| 3e \| Bobby Julich \| États-Unis \| Cofidis-Le Crédit par Téléphone \| + 1 min 49 s \| \| 4e \| Fernando Escartín \| Espagne \| Kelme-Costa Blanca \| + 1 min 49 s \| \| 5e \| Axel Merckx \| Belgique \| Polti \| + 1 min 49 s \| \| 6e \| Michael Boogerd \| Pays-Bas \| Rabobank \| + 1 min 49 s \| \| 7e \| Bjarne Riis \| Danemark \| Deutsche Telekom \| + 1 min 49 s \| \| 8e \| Leonardo Piepoli \| Italie \| Saeco-Cannondale \| + 1 min 49 s \| \| 9e \| Stéphane Heulot \| France \| La Française des jeux \| + 1 min 49 s \| \| 10e \| Jean-Cyril Robin \| France \| US Postal Service \| + 1 min 49 s \| |                   |            |                                 |                 |
| |                   |            |                                 |                 |
| |                   |            |                                 |                 |
| Classement de l'étape |                   |            |                                 |                 |
| Coureur | Coureur           | Pays       | Équipe                          | Temps           |
| 1er | Jan Ullrich       | Allemagne  | Deutsche Telekom                | 5 h 39 min 47 s |
| 2e | Marco Pantani     | Italie     | Mercatone Uno-Bianchi           | + 0 s           |
| 3e | Bobby Julich      | États-Unis | Cofidis-Le Crédit par Téléphone | + 1 min 49 s    |
| 4e | Fernando Escartín | Espagne    | Kelme-Costa Blanca              | + 1 min 49 s    |
| 5e | Axel Merckx       | Belgique   | Polti                           | + 1 min 49 s    |
| 6e | Michael Boogerd   | Pays-Bas   | Rabobank                        | + 1 min 49 s    |
| 7e | Bjarne Riis       | Danemark   | Deutsche Telekom                | + 1 min 49 s    |
| 8e | Leonardo Piepoli  | Italie     | Saeco-Cannondale                | + 1 min 49 s    |
| 9e | Stéphane Heulot   | France     | La Française des jeux           | + 1 min 49 s    |
| 10e | Jean-Cyril Robin  | France     | US Postal Service               | + 1 min 49 s    |

## Classement général
Grâce à sa victoire d'étape et au temps gagné sur le groupe des autres favoris, l'Allemand Jan Ullrich (Deutsche Telekom) remonte sur le podium provisoire du classement général. Il reste cependant à près de six minutes du leader, l'Italien Marco Pantani (Mercatone Uno-Bianchi) qui conserve son maillot jaune. Ce dernier augmente cependant son avance sur son dauphin, l'Américain Bobby Julich (Cofidis-Le Crédit par Téléphone), la portant à cinq minutes et 42 secondes.
Parmi les autres mouvements au classement général, on retrouve les remontés du Français Jean-Cyril Robin (US Postal Service) et de l'Italien Leonardo Piepoli (Saeco-Cannondale) qui progressent respectivement de sept et huit places pour se retrouver 8e et 9e. AU contraire, Luc Leblanc (équipe cycliste Polti) perd plus de 25 minutes et 19 places.
| \| Classement général \| Classement général \| Classement général \| Classement général \| Classement général \| \| Coureur \| Coureur \| Pays \| Équipe \| Temps \| \| ------------------ \| ------------------ \| ------------------ \| ------------------------------- \| ------------------ \| \| 1er \| Marco Pantani \| Italie \| Mercatone Uno-Bianchi \| 77 h 38 min 24 s \| \| 2e \| Bobby Julich \| États-Unis \| Cofidis-Le Crédit par Téléphone \| + 5 min 42 s \| \| 3e \| Jan Ullrich \| Allemagne \| Deutsche Telekom \| + 5 min 56 s \| \| 4e \| Fernando Escartín \| Espagne \| Kelme-Costa Blanca \| + 6 min 03 s \| \| 5e \| Christophe Rinero \| France \| Cofidis-Le Crédit par Téléphone \| + 8 min 01 s \| \| 6e \| Michael Boogerd \| Pays-Bas \| Rabobank \| + 8 min 05 s \| \| 7e \| Rodolfo Massi \| Italie \| Casino \| + 12 min 15 s \| \| 8e \| Jean-Cyril Robin \| France \| US Postal Service \| + 12 min 34 s \| \| 9e \| Leonardo Piepoli \| Italie \| Saeco-Cannondale \| + 12 min 45 s \| \| 10e \| Roland Meier \| Suisse \| Cofidis-Le Crédit par Téléphone \| + 13 min 19 s \| |                   |            |                                 |                  |
| |                   |            |                                 |                  |
| |                   |            |                                 |                  |
| Classement général |                   |            |                                 |                  |
| Coureur | Coureur           | Pays       | Équipe                          | Temps            |
| 1er | Marco Pantani     | Italie     | Mercatone Uno-Bianchi           | 77 h 38 min 24 s |
| 2e | Bobby Julich      | États-Unis | Cofidis-Le Crédit par Téléphone | + 5 min 42 s     |
| 3e | Jan Ullrich       | Allemagne  | Deutsche Telekom                | + 5 min 56 s     |
| 4e | Fernando Escartín | Espagne    | Kelme-Costa Blanca              | + 6 min 03 s     |
| 5e | Christophe Rinero | France     | Cofidis-Le Crédit par Téléphone | + 8 min 01 s     |
| 6e | Michael Boogerd   | Pays-Bas   | Rabobank                        | + 8 min 05 s     |
| 7e | Rodolfo Massi     | Italie     | Casino                          | + 12 min 15 s    |
| 8e | Jean-Cyril Robin  | France     | US Postal Service               | + 12 min 34 s    |
| 9e | Leonardo Piepoli  | Italie     | Saeco-Cannondale                | + 12 min 45 s    |
| 10e | Roland Meier      | Suisse     | Cofidis-Le Crédit par Téléphone | + 13 min 19 s    |

## Classements annexes
| Classement par points | Classement par points | Classement par points | Classement par points          | Classement par points |
| Coureur               | Coureur               | Pays                  | Équipe                         | Points                |
| --------------------- | --------------------- | --------------------- | ------------------------------ | --------------------- |
| 1er                   | Erik Zabel            | Allemagne             | Deutsche Telekom               | 272 pts               |
| 2e                    | Tom Steels            | Belgique              | Mapei-Bricobi                  | 161 pts               |
| 3e                    | Stuart O'Grady        | Australie             | Gan                            | 151 pts               |
| 4e                    | Robbie McEwen         | Australie             | Rabobank                       | 144 pts               |
| 5e                    | Nicola Minali         | Italie                | Riso Scotti-MG Boys Maglificio | 134 pts               |

| Classement par points | Classement par points | Classement par points | Classement par points          | Classement par points |
| Coureur               | Coureur               | Pays                  | Équipe                         | Points                |
| --------------------- | --------------------- | --------------------- | ------------------------------ | --------------------- |
| 1er                   | Erik Zabel            | Allemagne             | Deutsche Telekom               | 272 pts               |
| 2e                    | Tom Steels            | Belgique              | Mapei-Bricobi                  | 161 pts               |
| 3e                    | Stuart O'Grady        | Australie             | Gan                            | 151 pts               |
| 4e                    | Robbie McEwen         | Australie             | Rabobank                       | 144 pts               |
| 5e                    | Nicola Minali         | Italie                | Riso Scotti-MG Boys Maglificio | 134 pts               |

| Classement de la montagne | Classement de la montagne | Classement de la montagne | Classement de la montagne       | Classement de la montagne |
| Coureur                   | Coureur                   | Pays                      | Équipe                          | Points                    |
| ------------------------- | ------------------------- | ------------------------- | ------------------------------- | ------------------------- |
| 1er                       | Rodolfo Massi             | Italie                    | Casino                          | 335 pts                   |
| 2e                        | Christophe Rinero         | France                    | Cofidis-Le Crédit par Téléphone | 197 pts                   |
| 3e                        | Marco Pantani             | Italie                    | Mercatone Uno-Bianchi           | 175 pts                   |
| 4e                        | Alberto Elli              | Italie                    | Casino                          | 165 pts                   |
| 5e                        | Stéphane Heulot           | France                    | La Française des jeux           | 147 pts                   |

| Classement de la montagne | Classement de la montagne | Classement de la montagne | Classement de la montagne       | Classement de la montagne |
| Coureur                   | Coureur                   | Pays                      | Équipe                          | Points                    |
| ------------------------- | ------------------------- | ------------------------- | ------------------------------- | ------------------------- |
| 1er                       | Rodolfo Massi             | Italie                    | Casino                          | 335 pts                   |
| 2e                        | Christophe Rinero         | France                    | Cofidis-Le Crédit par Téléphone | 197 pts                   |
| 3e                        | Marco Pantani             | Italie                    | Mercatone Uno-Bianchi           | 175 pts                   |
| 4e                        | Alberto Elli              | Italie                    | Casino                          | 165 pts                   |
| 5e                        | Stéphane Heulot           | France                    | La Française des jeux           | 147 pts                   |

| Classement du meilleur jeune | Classement du meilleur jeune | Classement du meilleur jeune | Classement du meilleur jeune    | Classement du meilleur jeune |
| Coureur                      | Coureur                      | Pays                         | Équipe                          | Temps                        |
| ---------------------------- | ---------------------------- | ---------------------------- | ------------------------------- | ---------------------------- |
| 1er                          | Jan Ullrich                  | Allemagne                    | Deutsche Telekom                | 77 h 44 min 20 s             |
| 2e                           | Christophe Rinero            | France                       | Cofidis-Le Crédit par Téléphone | + 2 min 05 s                 |
| 3e                           | Giuseppe Di Grande           | Italie                       | Mapei-Bricobi                   | + 9 min 17 s                 |
| 4e                           | Santiago Blanco              | Espagne                      | Vitalicio Seguros               | + 19 min 15 s                |
| 5e                           | Jörg Jaksche                 | Allemagne                    | Polti                           | + 22 min 39 s                |

| Classement du meilleur jeune | Classement du meilleur jeune | Classement du meilleur jeune | Classement du meilleur jeune    | Classement du meilleur jeune |
| Coureur                      | Coureur                      | Pays                         | Équipe                          | Temps                        |
| ---------------------------- | ---------------------------- | ---------------------------- | ------------------------------- | ---------------------------- |
| 1er                          | Jan Ullrich                  | Allemagne                    | Deutsche Telekom                | 77 h 44 min 20 s             |
| 2e                           | Christophe Rinero            | France                       | Cofidis-Le Crédit par Téléphone | + 2 min 05 s                 |
| 3e                           | Giuseppe Di Grande           | Italie                       | Mapei-Bricobi                   | + 9 min 17 s                 |
| 4e                           | Santiago Blanco              | Espagne                      | Vitalicio Seguros               | + 19 min 15 s                |
| 5e                           | Jörg Jaksche                 | Allemagne                    | Polti                           | + 22 min 39 s                |

| Classement par équipes | Classement par équipes          | Classement par équipes | Classement par équipes |
| Équipe                 | Équipe                          | Pays                   | Temps                  |
| ---------------------- | ------------------------------- | ---------------------- | ---------------------- |
| 1re                    | Cofidis-Le Crédit par Téléphone | France                 | 232 h 54 min 17 s      |
| 2e                     | Deutsche Telekom                | Allemagne              | + 44 min 09 s          |
| 3e                     | Banesto                         | Espagne                | + 51 min 32 s          |
| 4e                     | Casino                          | France                 | + 52 min 04 s          |
| 5e                     | Lotto-Mobistar                  | Belgique               | + 58 min 30 s          |

| Classement par équipes | Classement par équipes          | Classement par équipes | Classement par équipes |
| Équipe                 | Équipe                          | Pays                   | Temps                  |
| ---------------------- | ------------------------------- | ---------------------- | ---------------------- |
| 1re                    | Cofidis-Le Crédit par Téléphone | France                 | 232 h 54 min 17 s      |
| 2e                     | Deutsche Telekom                | Allemagne              | + 44 min 09 s          |
| 3e                     | Banesto                         | Espagne                | + 51 min 32 s          |
| 4e                     | Casino                          | France                 | + 52 min 04 s          |
| 5e                     | Lotto-Mobistar                  | Belgique               | + 58 min 30 s          |

## Abandons
Andreï Tchmil (non-partant)
José Luis Rodríguez García (abandon)
Ján Svorada (abandon)
Giuseppe Calcaterra (abandon)
Franco Ballerini (abandon)
José María Jiménez (abandon)